# Jacob Edvard Colbiørnsen
Jacob Edvard Colbiørnsen (født 19. november 1744 på gården Sørum i Romerike, død 13. februar 1802 i København) var en norsk-dansk jurist.

## Liv og gerning
Han blev født på gården Sørum i Christians Amt, og var broder til Christian Colbiørnsen. Allerede fra vuggen af var han ansat ved det regiment (2. oplandske), hvorved hans fader stod, og fik underofficersgage, og da han 1760 var blevet student fra Christiania Katedralskole, blev der tilbudt ham en officersplads ved regimentet, men han foretrak studierne ved Københavns Universitet.
Efter i nogen tid at have dyrket teologi hengav han sig, navnlig støttet af Kofod Anchers råd og vejledning, til et grundigt studium af retsvidenskaben og blev allerede som student en søgt juridisk manuduktør, af hvis undervisning også hans yngre broder Christian nød godt. Da han efter 7 års studium i 1770 gik til juridisk eksamen, foranstaltede Kofod Ancher, at hele fakultetet samledes ved denne begivenhed for at hædre en så udmærket kandidat, hvilket på den tid var så meget mere usædvanligt, som juridisk eksamen ikke sjældent blev afholdt af en eneste professor.

### Professor ved Københavns Universitet
Straks efter eksamen blev Colbiørnsen Højesteretsadvokat, men ombyttede snart denne virksomhed med en anden, der bedre stemte med hans lyst og evner, idet han 1772 efter konkurrence med Lauritz Nørregaard og Andreas Bang blev overordentlig professor i lovkyndighed ved Københavns Universitet. Her havde hans nærmeste forgænger, Jens Bing Dons, under sin korte lærervirksomhed begyndt at forelæse om den danske ret som et selvstændigt hele, adskilt fra den romerske ret, og Colbiørnsen fortsatte ad samme vej og gennemførte planen.
Hans på smukt latin skrevne forelæsninger over den danske ret, der i det væsentlige følger Johann Gottlieb Heineccius' system, som dengang ansås for et mønster, er ikke blevet trykt, skønt de under navn af Syntagma nævnes i fundatsen for Kommunitetet af 25. juni 1777 § 34 som en af "Læsebøgerne" i lovkyndigheden, men de findes som manuskript, bl.a. på Universitetsbiblioteket, og viser forfatterens store videnskabelige evner, især i eksegetisk retning.
Colbiørnsen, der i det hele var en meget ivrig og afholdt universitetslærer, foredrog i øvrigt også den almindelige retslære, nærmest efter Wolffs system, og romerret, men af hans arbejder foreligger trykt kun nogle responsa eller erklæringer og en afhandling de dominio minus pleno, for hvilken han 1774 i følge fakultetets indbydelse erhvervede den juridiske doktorgrad.

### Embedskarriere
Samme år blev han ekstraordinær assessor i Højesteret, dog med det vilkår, at han ikke derved opnåede ret til at indtræde i virkeligt nummer, og 1775 blev han justitsråd og fik kongeligt løfte om at indtræde som ordentligt medlem i det juridiske fakultet ved første vakance. Endvidere blev det 1776 overdraget ham at udføre forretningerne som generalauditør ved Søetaten, hvilket embede efter de da gældende regler skulle beklædes af en professor i jura, og i denne egenskab udarbejdede han flere betænkninger om de under de daværende forhold brændende spørgsmål om det neutrale flags rettigheder, ligesom anordningen af 7. januar 1782 om justitsens pleje ved sø-militæretaten skyldes hans forslag.
Colbiørnsen blev 1781 etatsråd og 1784 konferensråd og trådte 1787 ind i Rentekammeret som justitsdeputeret, en især på en tid, da Landboreformerne stod på dagsordenen, vigtig post; dog vedblev han at deltage i Konsistoriums forretninger og i de juridiske eksaminer og forbeholdt sig at træde tilbage fra Rentekammeret ved vakance i det juridiske Fakultet, men da en sådan vakance indtraf 1789, opgav han sin ret og forlod definitivt universitetet.
Han var medlem af den angående landbovæsenet nedsatte kongelige kommission, i hvilken han ganske sluttede sig til Reventlows og sin broders planer, og havde ligeledes sæde i den store Finanskommission og i den 1800 nedsatte kommission til at udarbejde forslag til en ny straffelov.
I 1799 blev han udnævnt til justitiarius i Højesteret og indlagde sig i den korte tid, han her fungerede, stor fortjeneste, navnlig ved at sørge for sagernes hurtige fremme, hvilket bl.a. opnåedes ved, at han lod de mest indviklede og vidtløftige, ikke som forhen de simpleste, sager udgå til skriftlig behandling. Ved siden af sine embedsforretninger udførte Colbjørnsen en stor mængde forskellige hverv. Han var således i mange år medlem af direktionen for Søassurancekompagniet, af bestyrelsen for det Classenske agerdyrkningsseminarium og for det Arnamagnæanske legat.
Hans store lærdom, navnlig i sproglig retning, og den anseelse, han nød som videnskabsmand, skaffede ham optagelse i Videnskabernes Selskab (1792), og den almindelige agtelse og hengivenhed, som han ved sin retsindighed, arbejdsdygtighed og elskværdige personlighed havde erhvervet sig, gav sig på mange måder udtryk ved hans død.

## Ægteskab
Colbiørnsen ægtede 1. (14. oktober 1773) Marie Hansen (født 1739 død 1782); 2. (14. februar 1789) Kirstine født Hofgaard (født 18. april 1754 død 7. april 1800), datter af kasserer, vekselerer Gerhard Hofgaard og Margrethe Foss og enke efter kancelliråd Hans Tersling (død 1785).
Han er begravet i Stadager Kirke.